# 平惣
株式会社平惣（ひらそう、英: Hirasoh Inc.）は徳島県阿南市富岡町に本社を置く書店、レコード販売店。
社名及び店舗名である平惣は創業者である平野惣吉の名からとったものである。「Culture City」、「BOOK City」、「HIRASOH RECORDS」の3つがある。
また歴代社長は創業者・「平野惣吉」の名を受け継いでいる。

## 沿革
- 1739年 - 初代・平野惣吉が徳島県阿南市で創業。紙、たばこ、瀬戸物を扱う。
- 1953年 - 会社設立。
- 1989年 - 創業250周年記念俵万智講演会。
- 1998年 - 260周年記念水野春朗講演会&もののけ姫上映会。
- 2001年 - NET事業参入。メール会員募集・情報配信サービス開始。株式会社組織変更。平惣ポイントカード導入。
- 2008年 - 創業270周年パコと魔法の絵本先行試写会。

## 過去の店舗

### 徳島市
- 田宮店（2001年（平成13年）12月開店 - 2024年8月31日閉店予定）

### 小松島市
- （初代）小松島店（1983年（昭和58年）2月開店 - 閉店）
（初代）徳島赤十字病院前に立地。

### 阿南市
- 阿南駅前店（1967年（昭和42年）2月開店 - 1994年（平成6年）2月閉店）富岡町あ石12-11 平惣駅前ビル
建物は現存。自社ビル。跡地は阿南の酒場とりやつきや。
- 阿南55号店（1984年（昭和59年）2月開店 - 閉店）富岡町小山8-1
建物は更地。跡地は建替えてサークルK阿南富岡町店→ファミリーマート阿南富岡小山店。
- アピカ店（1994年（平成6年）6月25日開店 - 2003年（平成15年）10月閉店）西路見町堤外65−1
建物は現存。テナント跡地は附家書店阿南店（2008年開店）。
- 羽ノ浦パル店（1977年（昭和52年）9月開店 - 1994年（平成6年）2月閉店）羽ノ浦町宮倉芝生72-1
建物は現存。跡地はママの店羽ノ浦店→デイリーマート羽ノ浦店。

### 名西郡
- 石井店（1995年（平成7年）11月開店 - 2019年（令和元年）9月30日閉店）石井町高川原加茂野370-1
建物は更地。跡地は建替えてドラッグストアコスモス竜王店（2024年2月2日開店）。

### 板野郡
- 藍住店（1996年（平成7年）7月開店 - 2000年（平成12年）5月閉店）藍住町